# Torneio da França de 2022
O Torneio da França de 2022 (em francês: Tournoi de France 2022) será a terceira edição do Torneio da França, competição de futebol feminino organizada pela Federação Francesa de Futebol e sediada em Caen e Le Havre. Quatro seleções participarão do evento – França, Países Baixos, Finlândia e Brasil – em três confrontos diretos.

## Regulamento
As quatro equipes jogam entre si em turno único, sendo campeã a equipe com o maior número de pontos ganhos.

### Critérios de desempate
Em caso de igualdade em pontos ganhos entre duas equipes, poderiam ser aplicados sucessivamente os seguintes critérios técnicos de desempate:
1. Maior número de vitórias;
2. Maior saldo de gols;
3. Maior número de gols marcados;
4. Menor número de cartões vermelhos;
5. Menor número de cartões amarelos;
6. Sorteio público.

## Equipes participantes
| Equipe        | Confederação | Títulos        |
| ------------- | ------------ | -------------- |
| França        | UEFA         | 2 (2020, 2021) |
| Países Baixos | UEFA         | —              |
| Finlândia     | UEFA         | —              |
| Brasil        | CONMEBOL     | —              |

## Classificação
| Pos. | Time          | Pts | J | V | E | D | GP | GC | SG |
| ---- | ------------- | --- | - | - | - | - | -- | -- | -- |
| 1    | França        | 9   | 3 | 3 | 0 | 0 | 10 | 2  | +8 |
| 2    | Países Baixos | 4   | 3 | 1 | 1 | 1 | 5  | 4  | +1 |
| 3    | Brasil        | 2   | 3 | 0 | 2 | 1 | 2  | 3  | −1 |
| 4    | Finlândia     | 1   | 3 | 0 | 1 | 2 | 0  | 8  | −8 |

| 16 de fevereiro | Brasil          | 1 – 1     | Países Baixos   | Stade Michel d'Ornano, Caen                |
| 19:00           | Marta 87' (pen) | Relatório | Beerensteyn 62' | Público: 1 182 Árbitro: Stéphanie Frappart |

| 16 de fevereiro | França                                                          | 5 – 0     | Finlândia | Stade Océane, Le Havre               |
| 21:10           | Westerlund 12' (gc) · Malard 16' · Renard 34', 89' · Geyoro 57' | Relatório |           | Público: 3 631 Árbitro: Eszter Urban |

| 19 de fevereiro | Finlândia | 0 – 3     | Países Baixos                   | Stade Océane, Le Havre |
| 18:00           |           | Relatório | Dijkstra 24' · Snoeijs 36', 49' | Árbitro: Sandra Braz   |

| 19 de fevereiro | França          | 2 – 1     | Brasil          | Stade Michel d'Ornano, Caen             |
| 21:10           | Katoto 23', 59' | Relatório | Marta 87' (pen) | Público: 12 050 Árbitro: Esther Staubli |

| 22 de fevereiro | Brasil | 0 − 0     | Finlândia | Stade Océane, Le Havre  |
| 18:30           |        | Relatório |           | Árbitro: Victoria Beyer |

| 22 de fevereiro | França                             | 3 − 1     | Países Baixos   | Stade Michel d'Ornano, Caen                 |
| 21:10           | Renard 20' (pen) · Katoto 25', 74' | Relatório | Beerensteyn 50' | Público: 5 231 Árbitro: Marta Huerta de Aza |